# لا پرا
لا پرا (به اسپانیایی: La Pera) یک منطقهٔ مسکونی در اسپانیا است که در استان خرنا واقع شده‌است.

## خصوصیات
لا پرا ۱۱٫۵۱ کیلومترمربع مساحت و ۴۴۶ نفر جمعیت دارد و ۸۹ متر بالاتر از سطح دریا واقع شده‌است.